# シーホース (原子力潜水艦)
|           |                                   |
| 艦歴      |                                   |
| 発注:     | 1965年3月9日                      |
| 起工:     | 1966年8月13日                     |
| 進水:     | 1968年6月15日                     |
| 就役:     | 1969年9月19日                     |
| 退役:     | 1995年8月17日                     |
| 除籍:     | 1995年8月17日                     |
| その後:   | 原子力艦再利用プログラム          |
| 性能諸元  |                                   |
| 排水量:   | 基準：4,027トン、 満載：4,322トン |
| 全長:     | 88 m (289 ft)                     |
| 全幅:     | 9.7 m (32 ft)                     |
| 吃水:     | 8.8 m (29 ft)                     |
| 機関:     | S5W reactor                       |
| 最大速:   | 25 ノット                         |
| 乗員:     | 士官13名、兵員95名                |
| 兵装:     | 21インチ魚雷発射管4基             |
| モットー: |                                   |

シーホース (USS Seahorse, SSN-669) は、アメリカ海軍の原子力潜水艦。スタージョン級原子力潜水艦の21番艦。艦名はタツノオトシゴに因む。その名を持つ艦としてはバラオ級潜水艦20番艦(SS-304)以来3隻目。

## 艦歴
シーホースの建造は1965年3月9日にコネチカット州グロトンのジェネラル・ダイナミクス、エレクトリック・ボート社に発注される。1966年8月13日に起工し、1968年6月15日にポール・イグナチウス海軍長官夫人によって命名、進水し、1969年9月19日に艦長ジョージ・T・ハーパー・ジュニア中佐の指揮下就役した。
公試航海でカリブ海に向かい、プエルトリコのルーズベルト・ローズ海軍基地、サンフアン、アメリカ領ヴァージン諸島のフレデリックステッドを訪れた。その後母港のサウスカロライナ州チャールストンに帰還し、1970年11月まで大西洋およびカリブ海で訓練に従事した。
1970年11月30日にチャールストンを出航し、最初の配備に向かう。大西洋で活動を行い、西ドイツのブレーマーハーフェンを訪問し、1971年2月14日に帰還する。続く4ヶ月間は訓練および航空群作戦に従事し、地中海配備のための最終準備を行った。6月21日にチャールストンを出航、7月2日にスペインのロタに到着し、その後は地中海で活動、10月4日に帰還した。その後3ヶ月間をチャールストンで活動する。
1972年1月24日、シーホースはチャールストン沖で座礁し、2時間にわたって航行不能となる。離礁後、修理のためチャールストンに帰還した。2月9日に再び北大西洋配備のため出航し、スコットランドのクライド海軍基地を訪問、5月11日に帰還した。続く6月から8月にかけて、4週間の間大西洋上で航空群の支援および駆逐艦部隊の作戦に参加した。9月にはNATOの演習「ストロング・エクスプレス」に参加し、10月にイギリス、カナダ両軍と活動、11月にはオランダ軍と活動した。11月5日にチャールストンに帰還した。
シーホースは1995年8月17日に退役し、同日除籍された。その後ワシントン州ブレマートンで原子力艦再利用プログラムの下1995年3月1日に解体が始まり、1996年9月30日に作業は完了した。